# العلاقات الأسترالية الليبية
العلاقات الأسترالية الليبية هي العلاقات الثنائية التي تجمع بين أستراليا وليبيا.

## مقارنة بين البلدين
هذه مقارنة عامة ومرجعية للدولتين:
| وجه المقارنة                                              | أستراليا                                   | ليبيا                                       |
| --------------------------------------------------------- | ------------------------------------------ | ------------------------------------------- |
| المساحة (كم2)                                             | 7.69 مليون                                 | 1.76 مليون                                  |
| عدد السكان (نسمة)                                         | 24.51 مليون                                | 6.37 مليون                                  |
| الكثافة السكانية (ن./كم²)                                 | 3.19                                       | 3.62                                        |
| العاصمة                                                   | كانبرا،                                    | طرابلس                                      |
| اللغة الرسمية                                             | لغة إنجليزية                               | اللغة العربية، اللغة العربية الفصحى الحديثة |
| العملة                                                    | دولار أسترالي، جنيه إسترليني، جنيه أسترالي | دينار ليبي                                  |
| الناتج المحلي الإجمالي (بليون دولار)                      | 1.32 تريليون                               | 50.98 مليار                                 |
| الناتج المحلي الإجمالي (تعادل القوة الشرائية) بليون دولار | 1.10 تريليون                               | 69.32 مليار                                 |
| الناتج المحلي الإجمالي الاسمي للفرد دولار أمريكي          | 56.31 ألف                                  |                                             |
| الناتج المحلي الإجمالي للفرد دولار أمريكي                 | 45.92 ألف                                  | 15.60 ألف                                   |
| مؤشر التنمية البشرية                                      | 0.939                                      | 0.724                                       |
| رمز المكالمات الدولي                                      | +61                                        | +218                                        |
| رمز الإنترنت                                              | .au                                        | .ly                                         |
| المنطقة الزمنية                                           |                                            | ت ع م+02:00، توقيت شرق أوروبا               |

## منظمات دولية مشتركة
يشترك البلدان في عضوية مجموعة من المنظمات الدولية، منها:
| علم المنظمة | اسم المنظمة                        | تاريخ انضمام أستراليا | تاريخ انضمام ليبيا |
| ----------- | ---------------------------------- | --------------------- | ------------------ |
|             | يونسكو                             | 4 نوفمبر 1946         | 27 يونيو 1953      |
|             | مؤسسة التمويل الدولية              | 20 يوليو 1956         | 18 سبتمبر 1958     |
|             | منظمة حظر الأسلحة الكيميائية       | ?                     | ?                  |
|             | مؤسسة التنمية الدولية              | 24 سبتمبر 1960        | 1 أغسطس 1961       |
|             | وكالة ضمان الاستثمار متعدد الأطراف | 10 فبراير 1999        | 5 أبريل 1993       |
|             | الاتحاد البريدي العالمي            | ?                     | ?                  |
|             | منظمة الشرطة الجنائية الدولية      | ?                     | ?                  |
|             | الأمم المتحدة                      | 1 نوفمبر 1945         | 14 ديسمبر 1955     |
|             | الاتحاد الدولي للاتصالات           | 27 مايو 1878          | 3 فبراير 1953      |
|             | البنك الدولي للإنشاء والتعمير      | 5 أغسطس 1947          | 17 سبتمبر 1958     |

## وصلات خارجية
- موقع وزارة الخارجية الأسترالية
- موقع وزارة الخارجية الليبية